# Ljubušnja
Ljubušnja je planina na granici BiH i Crne Gore, istočno od Gackog. Granica prolazi točno preko njenog vrha, Dernjačišta (2238 metara).